# Destructor

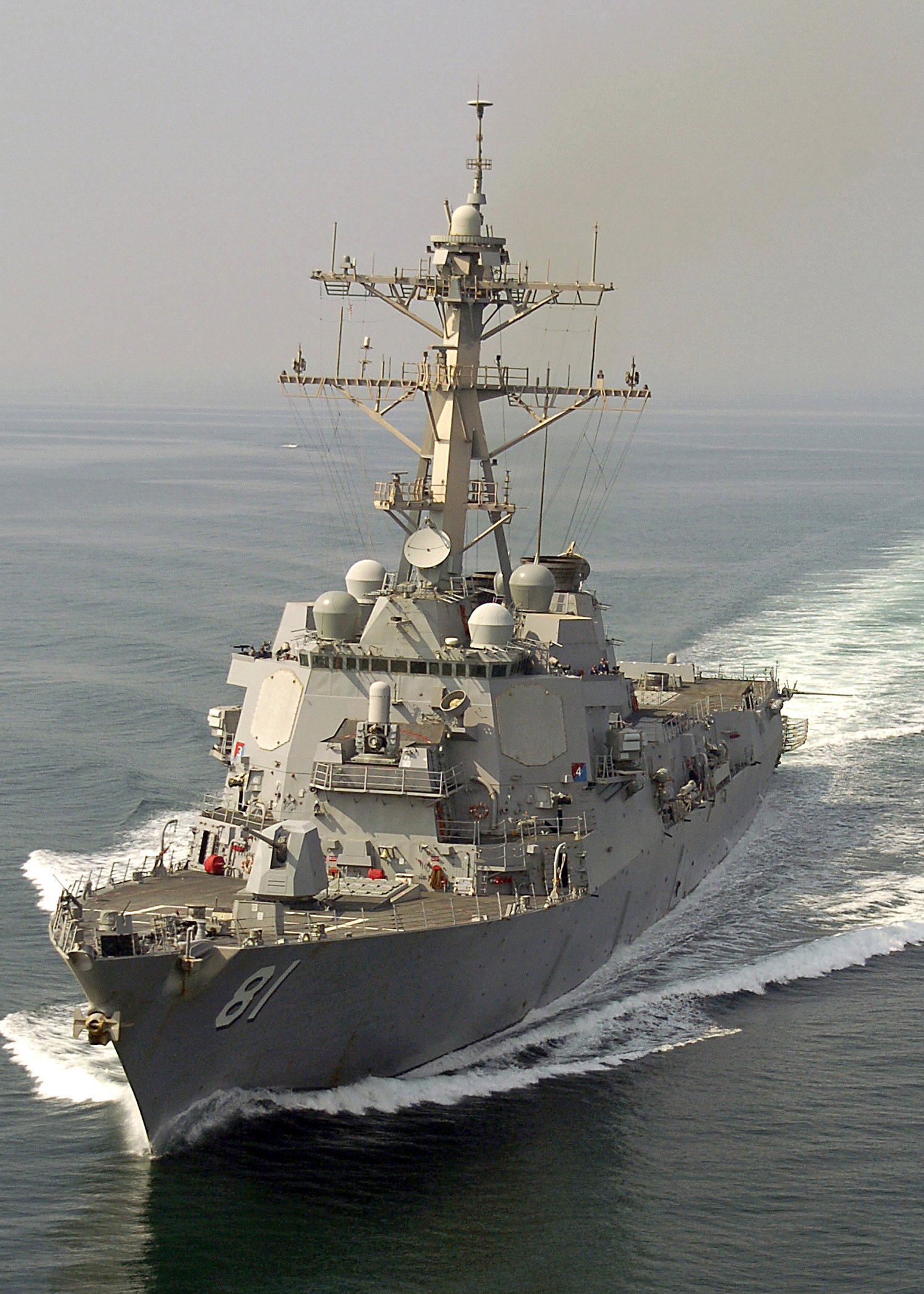
USS Winston S. Churchill DDG-81, un destructor de clase Arleigh Burke de la Armada de Estados Unidos.

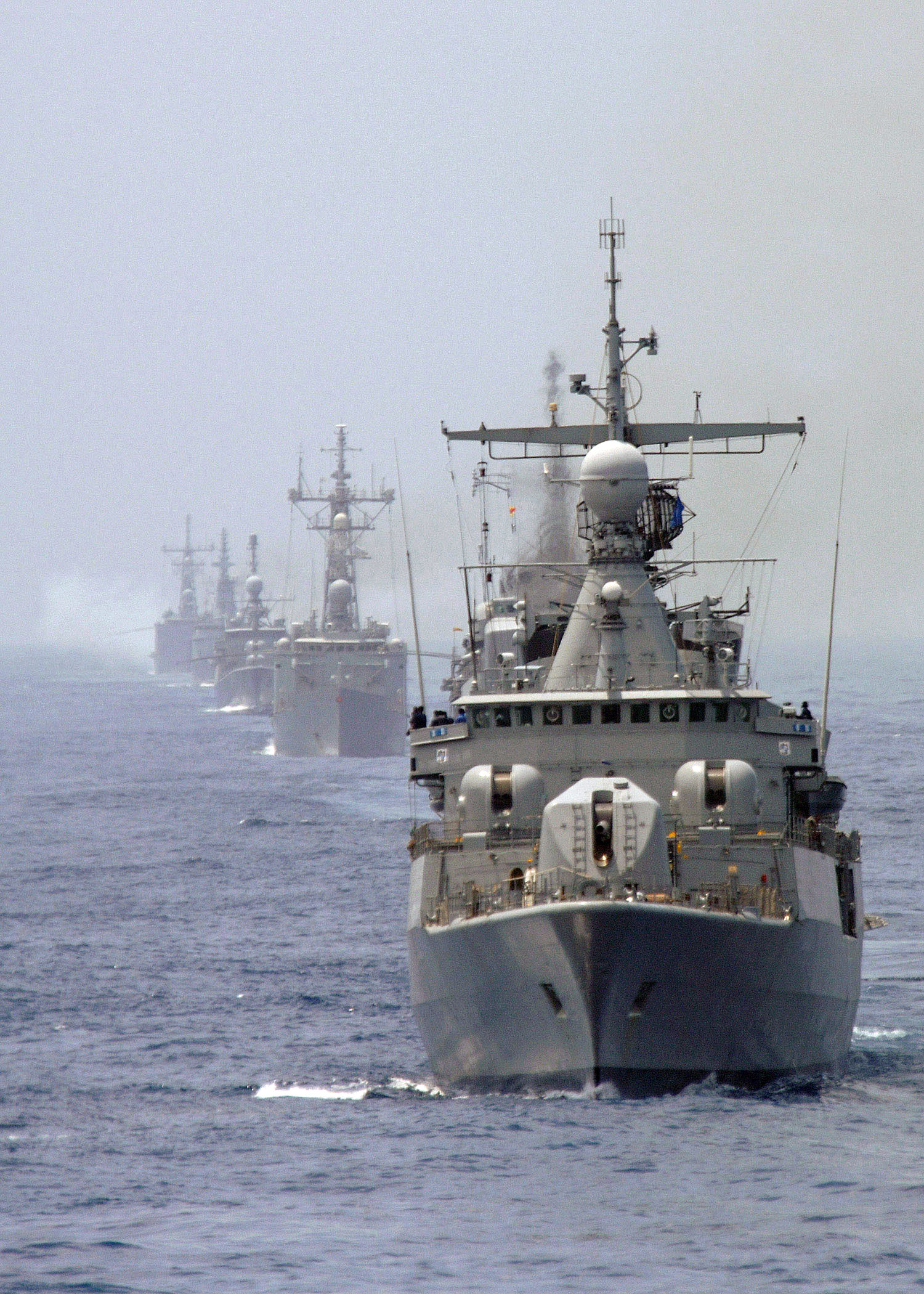
Destructor argentino ARA Almirante Brown (D-10) liderando una formación durante unos ejercicios.

En terminología naval, el destructor es un buque de guerra rápido y maniobrable diseñado para proporcionar escolta a buques mayores en flotas, convoyes o grupos de batalla, y defenderlos contra enemigos menores, pero de gran potencia de fuego (originalmente buques torpederos, posteriormente submarinos y aeronaves). Fueron originalmente desarrollados en 1885 por Fernando Villaamil para la Armada Española.
Antes de la Segunda Guerra Mundial, los destructores eran buques ligeros, con escasa capacidad para operaciones oceánicas; era normal que un grupo de destructores y un buque nodriza trabajaran juntos. Durante y especialmente tras la guerra, se fueron construyendo de mayor tamaño y más potencia de fuego, hasta ser capaces de operar en solitario.
Con la llegada del siglo XXI, los destructores se convirtieron en los mayores buques de combate de superficie, con únicamente dos naciones utilizando cruceros (los Estados Unidos y Rusia) y ningún acorazado ni auténtico crucero de batalla en servicio. Los modernos destructores, también conocidos como destructores lanzamisiles guiados, son equivalentes en tonelaje y bastante superiores a los cruceros de la época de la Segunda Guerra Mundial, y capaces de portar misiles nucleares.

## Inicios
El nacimiento y el desarrollo del destructor, antes de la Primera Guerra Mundial, está relacionada con la aparición del torpedo autopropulsado en la década de 1860. Una armada tenía desde ese momento el potencial de destruir a una flota superior usando buques propulsados a vapor para lanzar torpedos. Una serie de buques rápidos fueron armados con torpedos y recibieron el nombre de torpederos. A comienzos de la década de 1880, éstos evolucionaron a pequeños buques de 50 a 100 t dotados de una alta velocidad para evadir a la artillería enemiga.
En principio, se consideraban peligrosos para una flota de combate solo cuando ésta se encontraba anclada, pero cuando la velocidad y el alcance de los torpedos se fue desarrollando, el área de peligrosidad también aumentó. Por este motivo se empezaron a diseñar buques rápidos, cuya misión principal sería dar caza y destruir los torpederos. Además de la velocidad, entre las características principales de estos nuevos barcos debía estar el tener una gran autonomía y capacidad de navegación oceánica, ya que deberían acompañar en sus largos viajes a los cruceros y acorazados a los que protegerían.
Una vez que los destructores se convirtieron en los protectores en los fondeaderos, se observó que también podían encabezar a los torpederos. Desde ese momento, hasta la Primera Guerra Mundial, su papel principal eran proteger a la flota de los torpederos, así como realizar ataques con torpedos contra los acorazados enemigos. El papel de escoltar a los convoyes enemigos aún estaba lejos en el futuro.
Un importante desarrollo llegó en 1884 con el HMS Swift, un gran torpedero, equipado con seis cañones de 47 mm de tiro rápido y tres tubos lanzatorpedos. Aunque no era lo bastante rápido como para dar caza a los torpederos, sí que tenía el armamento necesario para enfrentarse a ellos. Ese mismo año el vicealmirante Manuel de la Pezuela y Lobo encargó al teniente de navío Fernando Villaamil el diseño para la armada española de un buque con mayor radio de acción y mejor habitabilidad que los torpederos convencionales. El proyecto se encargó en 1885 al astillero inglés James and George Thompson, de Clydebank, bautizado como Destructor. Fue catalogado como buque contratorpedero, designación similar a las denominaciones francesa, contre-torpilleur; italiana, cacciatorpediniere; polaca, kontrtorpedowiec; checa, torpédoborec o griega, antitorpiliko (αντιτορπιλικό).
El destructor fue puesto en grada en 1886, y entró en servicio en 1887. Su desplazamiento era de 380 t, y estaba equipado con un cañón Hontoria de 90 mm, cuatro cañones Nordenfelt de 57 mm, 2 cañones Hotchkiss de 37 mm y 3 tubos lanzatorpedos Schwarzkopf. Su dotación era de 60 hombres. En términos de armamento, velocidad (22,5 nudos en sus pruebas) y dimensiones, las especificaciones de diseño le daban su papel de cazar a los torpederos y capacidad oceánica. El Destructor es considerado mayoritariamente el primer destructor de buques torpederos construido nunca y tuvo influencia en el concepto y diseño de los destructores posteriores de la Marina Real británica.

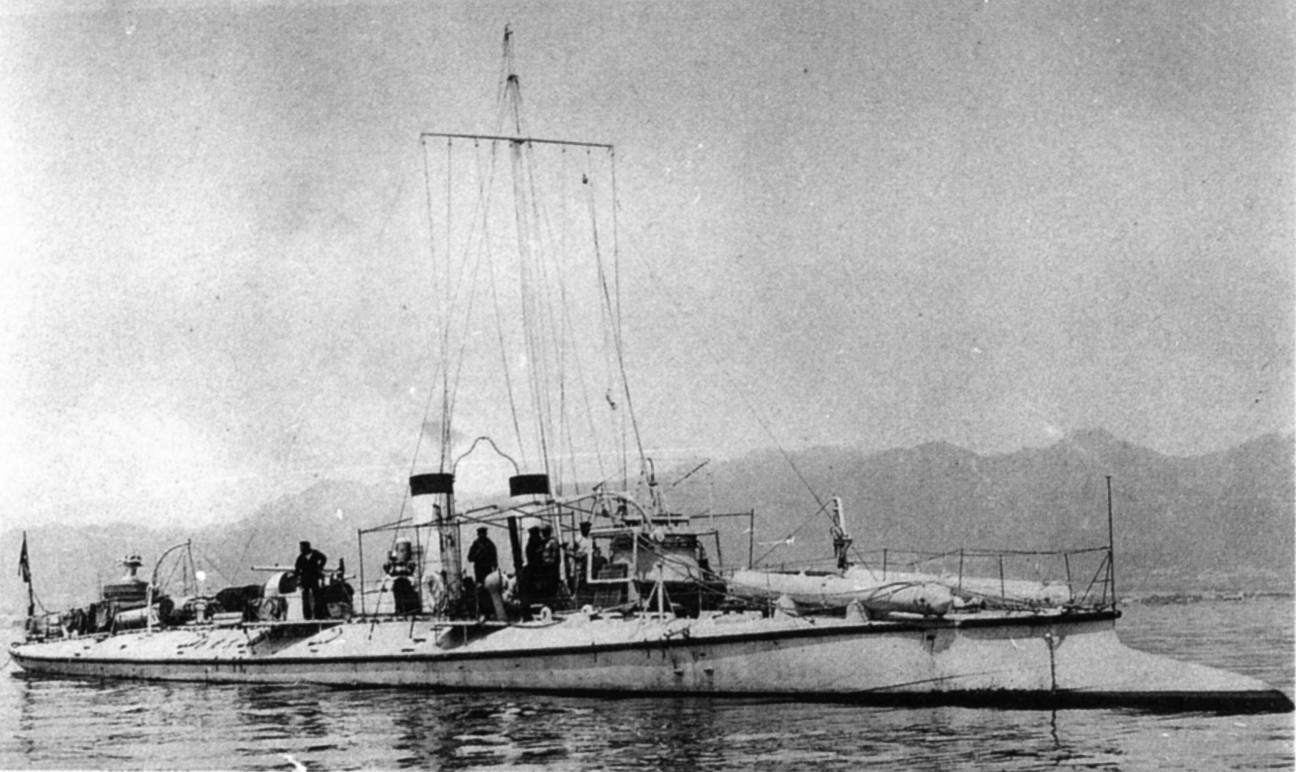
El buque de la Armada Imperial Japonesa Kotaka en (1887)

De manera análoga, la aparición del Kotaka (Halcón) en 1887 fue "el precursor de los destructores de buques torpederos que aparecieron la década posterior". Diseñado según las especificaciones japonesas, y ordenado a los astilleros Yarrow shipyards de Londres en 1885, fue trasportado por partes a Japón, donde fue ensamblado y botado en 1887. Estaba armado con cuatro cañones de 1 libra (37 mm) de disparo rápido y seis tubos lanzatorpedos, con una velocidad de 19 nudos (35 km/h), y un desplazamiento de 203 t, era el mayor torpedero. En sus pruebas de mar de 1889, el Kotaka demostró que podía desempeñar el papel de buque de defensa costera, y su capacidad para seguir a los buques mayores en sus travesías de alta mar. Para los astilleros Yarrow, que construyeron el Kotaka, "consideraban que Japón había inventado efectivamente el destructor" reclamando para ellos el mérito de la evolución conceptual del contratorpedero.

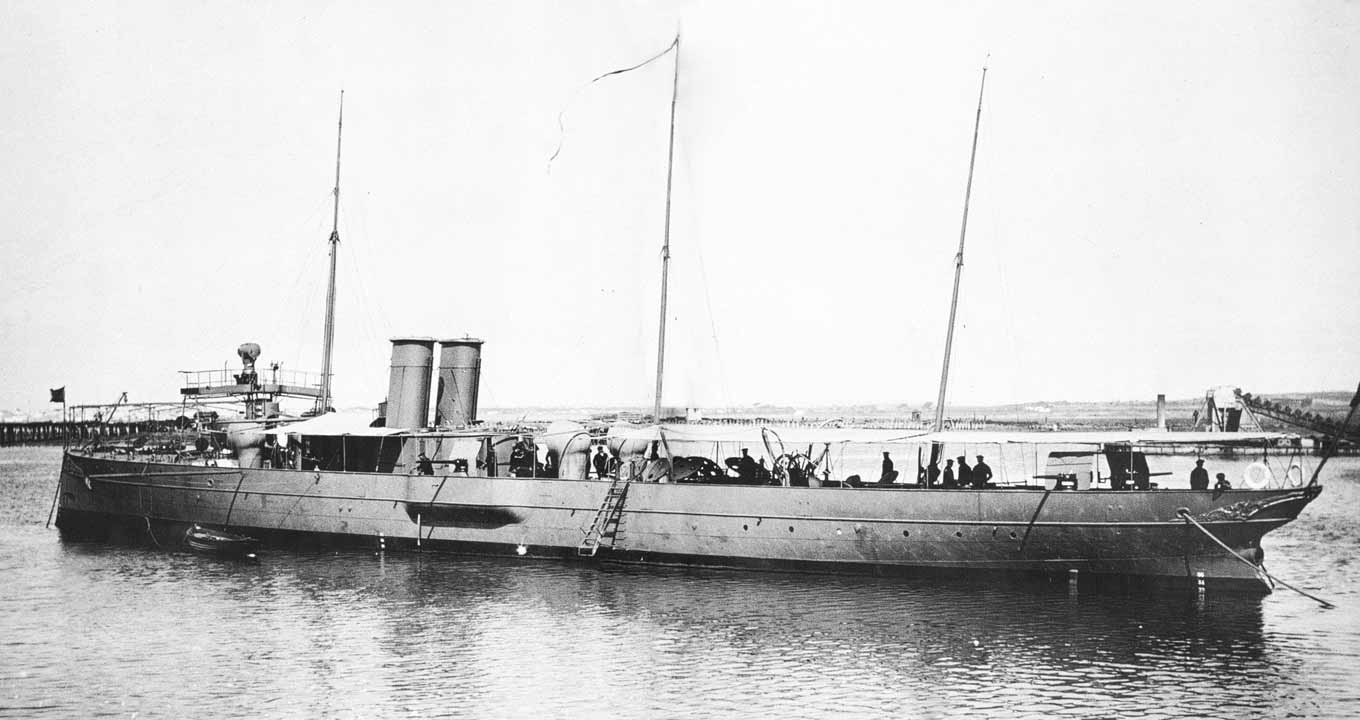
El contratorpedero Destructor, puesto en servicio en 1887.

Poco después, Gran Bretaña comenzó a experimentar con los primeros «cazadores de torpederos», una clase de 17 grandes torpederos, los primeros precursores de los destructores en ser construidos como una clase, en lugar de como buques únicos. En sus pruebas, el Rattlesnake probó marginalmente ser más rápido que los torpederos, pero no lo suficiente como para considerarse decisivo.

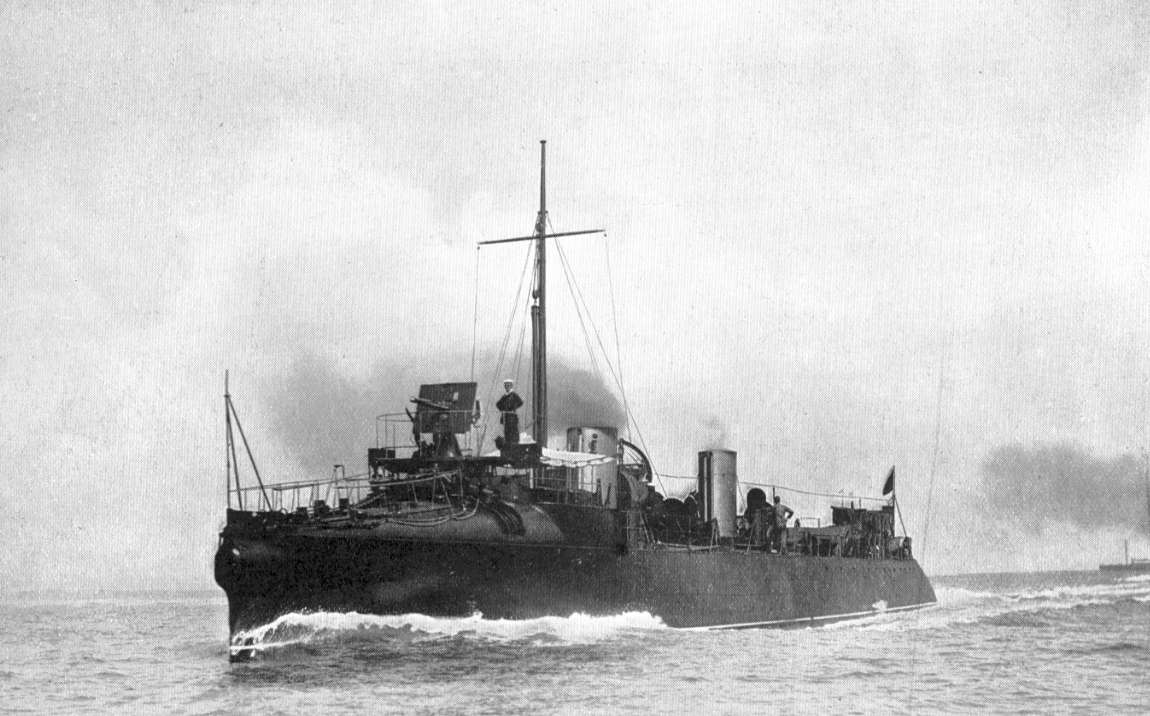
HMS Daring (1893)

Los primeros buques de la Marina Real británica en ostentar oficialmente la designación de «Torpedo boat destroyer» (TBD) fueron los dos buques de la clase Daring, y los dos de la clase Havock, desarrollados en 1892 bajo las órdenes del recién designado Tercer Lord del mar, el almirante John Fisher. Los HMS Daring y HMS Decoy fueron ordenados el 27 de junio de 1892 a John I. Thornycroft & Company de Chiswick, mientras que los HMS Havock y HMS Hornet fueron encargados cinco días después a Yarrow en Poplar. Todos fueron botados entre 1893-94. Cada uno, estaba armado con un cañón de 12 libras (76 mm), tres de 6 libras (57 mm), y tres tubos lanzatorpedos de 460 mm. Todos poseían la autonomía y velocidad que les permitían desplazarse efectivamente con una flota de combate.
La armada francesa, que hizo uso extensivo de los torpederos, construyó su primer destructor en 1899, con la clase Durandal «torpilleur d'escadre» (torpedero de escuadra).
Los Estados Unidos asignaron su primer destructor, el USS Bainbridge de la misma clase, en 1902 y en 1906 disponía de 16 destructores al servicio de la US Navy.

## Periodo anterior a la Primera Guerra Mundial
El diseño de los destructores evolucionó con el cambio al siglo XX en varios aspectos. El primero fue la introducción de las turbinas de vapor. La espectacular demostración no autorizada de la turbina que propulsaba al Turbinia en la revista naval de 1897 en Spithead, que era significativamente un buque del tamaño de un torpedero, llevó a la Marina Real británica a ordenar un prototipo de destructor dotado de turbinas para su propulsión, el HMS Viper, seguido del HMS Cobra, ambos en 1899. Fueron los primeros buques de guerra dotados de turbinas, y el Viper, alcanzó la notable velocidad de 36 nudos en sus pruebas de mar. En 1910, las turbinas, habían sido ampliamente usadas por todas las armadas para sus buques más rápidos.
El segundo desarrollo fue la substitución de la cubierta de proa en forma de caparazón de tortuga por una castillo de proa elevado, el cual le proporcionaba un mejor comportamiento en el mar.

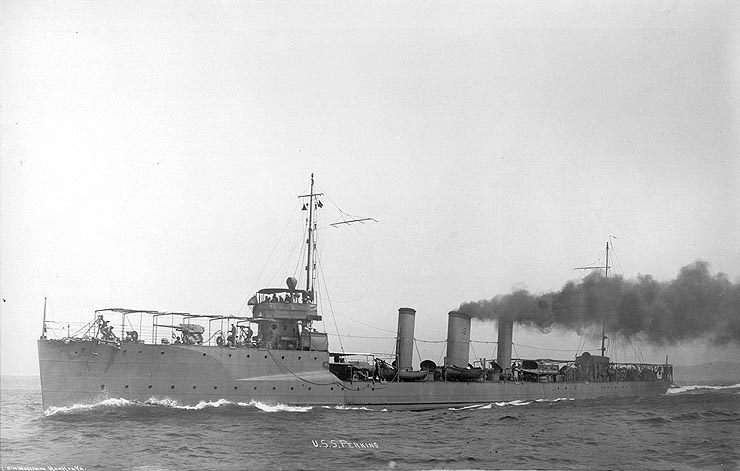
Destructor de clase Paulding de 1909 USS Perkins.

Los británicos experimentaron con la propulsión alimentada por fueloil con la clase Tribal de 1905, pero volvió temporalmente a las calderas alimentadas por carbón con la posterior clase Beagle de 1909. Otras armadas, también adoptaron el fueloil, por ejemplo, la Armada de los Estados Unidos con la clase Paulding de 1909.
A pesar de esta gran variedad, los destructores fueron adoptando un patrón similar. El casco era largo y estrecho, con un calado relativamente bajo. La proa estaba elevada en un castillo de proa o cubierta bajo una especie de caparazón, bajo la cual se encontraban los alojamientos de la tripulación, extendiéndose desde 1/4 a 1/3 de la longitud del casco. Tras el espacio de la tripulación, se encontraban las salas de máquinas, compuestas por calderas y turbinas. Sobre la cubierta se montaban a proa uno o más cañones de disparo rápido delante del puente; se añadían otros tanto a mitad del buque, como a popa. Dos tubos lanzatorpedos se montaban a mitad del barco en las bandas (posteriormente, en montajes múltiples).
Entre 1890 y 1914 los destructores llegaron a ser evidentemente más grandes: de las inicialmente 300 toneladas, consideradas como un buen tamaño para este nuevo tipo de buque, se llegó a las inusuales 1000 t antes del inicio de la Primera Guerra Mundial. Sin embargo, la construcción de estos buques, seguía centrándose en colocar el mayor aparato motor posible en un pequeño casco, dando como resultado una construcción algo débil. En ocasiones, los cascos estaban construidos con espesores de solo 3,17 mm (1/8").
Desde 1910 los torpederos impulsados por vapor llegaron a ser un tipo redundante. Alemania, sin embargo, continuó construyendo torpederos hasta el final de la Primera Guerra Mundial, aunque estos eran, efectivamente, pequeños destructores costeros. De hecho, Alemania nunca distinguió entre ambos tipos de buque, dándoles únicamente un número como nombre a sus destructores.

### La vida en los primeros destructores
Los primeros destructores eran lugares realmente incómodos y con muy baja calidad de vida a bordo. En los buques de la clase Havock ningún miembro de la tripulación podía evitar ser molestado por el resto, con los oficiales durmiendo en las sillas amortiguadas en vez de en camas. La primera clase de destructores británica con cabinas separadas para los oficiales, o calefacción para el capitán, fue la clase River de 1902.

### Primeros destructores. Tácticas y enfrentamientos
El propósito inicial de los destructores era proporcionar protección a los buques de mayor porte contra los torpederos, pero las distintas fuerzas navales, pronto apreciaron la flexibilidad de su velocidad, dando como resultado un buque multipropósito. El vicealmirante Sir Baldwin Walker fijó las siguientes tareas para los destructores de la Marina Real británica:
- Defender el avance de la flota ante el despliegue de torpederos.
- Explorar costas hostiles para buscar pasos seguros para la flota.
- Búsqueda de puertos enemigos para acosar con sus torpedos a los buques enemigos, o evitar el regresos de las flotas enemigas a sus puertos.
- Ataque a flotas enemigas.

La primera victoria significativa de los destructores en combate, ocurrió en el ataque de la flota japonesa contra la flota rusa en la batalla de Port Arthur al inicio de la Guerra Ruso-Japonesa en 1904. Tres divisiones de destructores atacaron a la flota rusa en puerto, disparando un total de 18 torpedos, y dañando gravemente a dos acorazados rusos.

## Primera Guerra Mundial

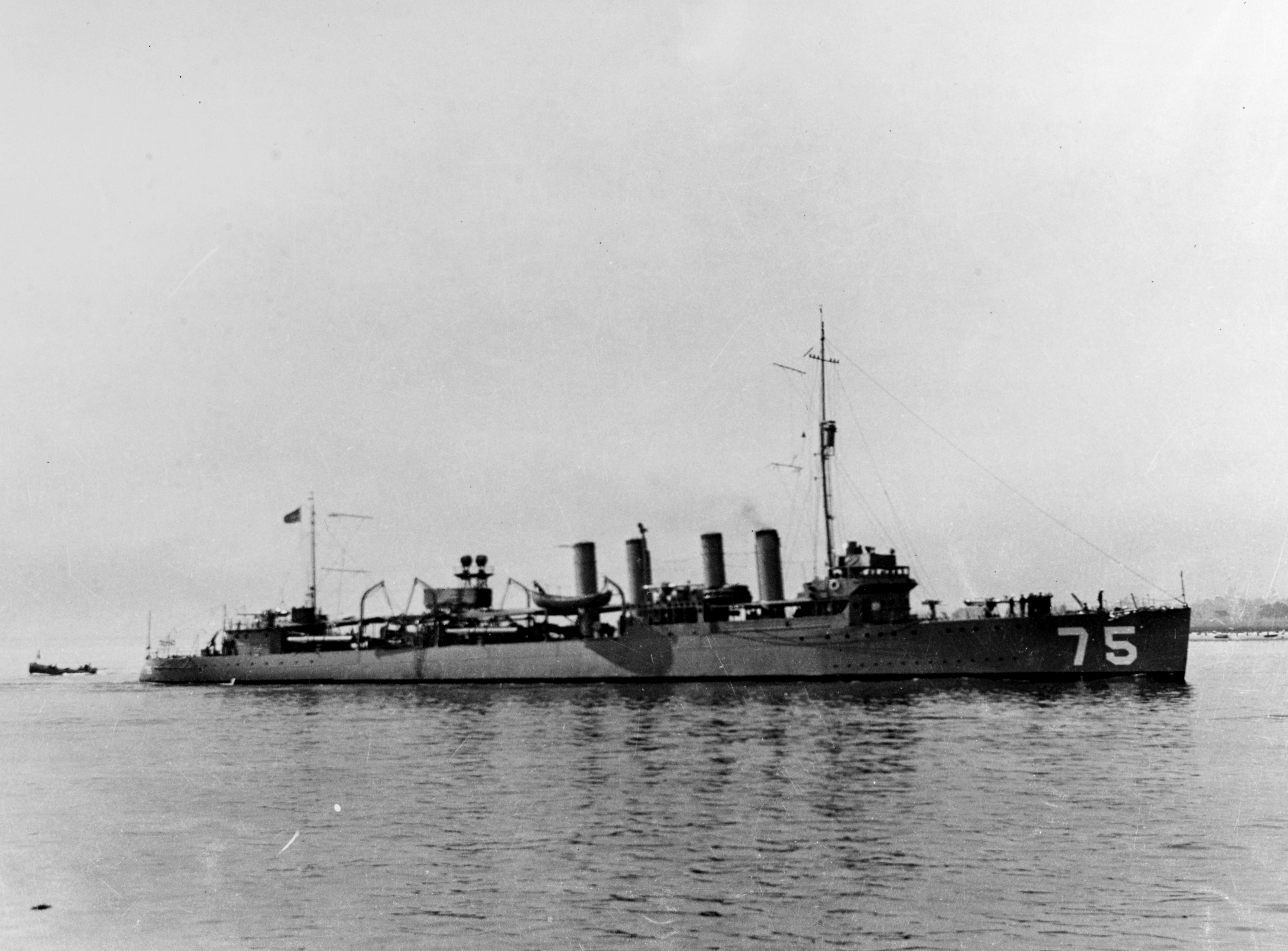
USS Wickes DD-75, un destructor de la clase Wickes

Mientras que los enfrentamientos entre buques capitales fueron escasos durante la Primera Guerra Mundial, los destructores participaron continuamente en acciones de ataque y patrulla durante la contienda. El primer disparo de la guerra en el mar fue efectuado el 5 de agosto de 1915 por el destructor de la segunda flotilla, HMS Lance, en un enfrentamiento contra el minador auxiliar Königin Luise. La primera baja naval británica fue el HMS Amphion, el crucero ligero insignia de la tercera flotilla, compuesta de destructores, que impactó contra una mina desplegada por el Königin Luise.
Los destructores se vieron envueltos en las refriegas iniciales que desembocaron en la Batalla de la Bahía de Heligoland, y desempeñaron importantes funciones en la Batalla de Galípoli, actuando como transportes de tropas, proporcionando fuego de apoyo, y como exploradores. Más de 80 destructores británicos, y 60 torpederos alemanes, tomaron parte en la Batalla de Jutlandia, que implicó gran cantidad de acciones entre los pequeños buques y las flotas principales, y varios ataques temerarios por parte de destructores sin apoyo contra buques capitales. Jutlandia, también concluyó con una confusa refriega nocturna entre la Flota de Alta Mar alemana, y parte de los destructores británicos.
El inicio de la guerra, también supuso una nueva amenaza para las flotas y un nuevo cometido para los destructores; el submarino, o U-boat. Los submarinos, tenían el potencial de ocultarse del fuego artillero bajo el agua, y la capacidad de disparar torpedos desde esta posición. Como contramedida, los destructores del inicio de la contienda, solo disponían de la velocidad y armamento para interceptarlos antes de que se sumergieran, bien por disparos de su artillería o por abordaje. Igualmente, los destructores, eran un difícil objetivo para los torpedos disparados por estos, ya que su escaso calado, hacía que fueran difícil de impactar por estas armas.
La necesidad de atacar a los submarinos bajo el agua, provocó la rápida evolución de los destructores, que en poco tiempo, vieron reforzadas sus proas para los abordajes, se les equipó con cargas de profundidad e hidrófonos para identificar los blancos submarinos. La primera baja de un submarino alemán por un destructor, fue la del U-19, embestido por el HMS Badger el 29 de octubre de 1914. aunque el U-19 solo fue dañado, al mes siguiente, el HMS Garry hundió el U-18. El primer hundimiento por cargas de profundidad, tuvo lugar el 4 de diciembre de 1916, cuando el UC-19 fue hundido por el HMS Llewellyn.
La amenaza submarina, significó que gran parte de los destructores aliados, pasaron la mayor parte de la guerra ejerciendo labores de patrulla antisubmarina; una vez que Alemania adoptó la estrategia de la guerra submarina sin restricciones en enero de 1917, los destructores comenzaron a ser utilizados para escoltar convoyes mercantes. Los destructores de la US Navy figuraron entre las primeras unidades estadounidenses en entrar en guerra, e incluso, una flotilla de destructores japoneses, se unió a las patrullas aliadas en el Mediterráneo. Las tareas de patrulla, estaban alejadas de resultar seguras; de los 67 destructores británicos perdidos en la guerra, 18 fueron por colisión, mientras que 12 fueron hundidos.
Al final de la contienda, el máximo grado tecnológico se había alcanzado con los destructores británicos de la clase W.

## Periodo de entreguerras

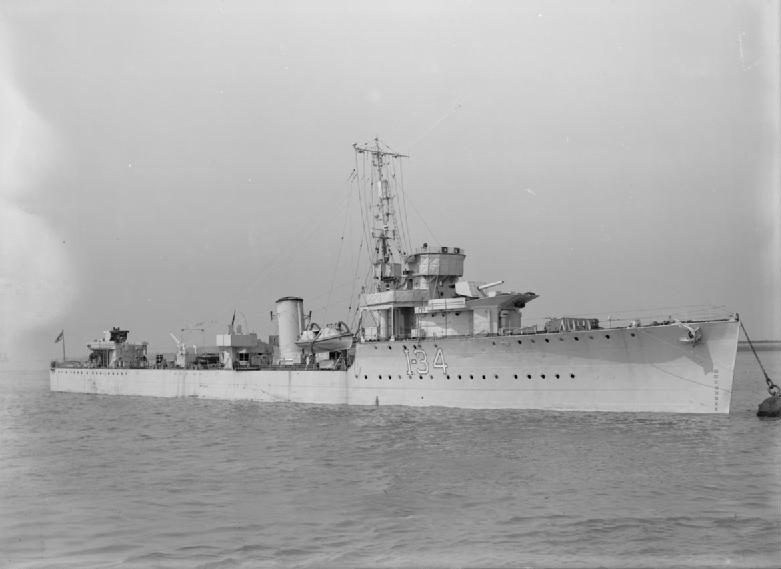
Destructor de clase V, HMS Velox

La tendencia durante la Primera Guerra Mundial, había sido la de destructores cada vez más grandes y con un armamento más pesado. Un gran número de oportunidades de disparar torpedos contra buques capitales, se había perdido durante la guerra, debido a que los destructores, habían gastado todos sus torpedos en una salva inicial. Con el diseño de los destructores británicos de las clases 'V' y 'W' al final de la guerra, se había tratado de solventar este problema, al montar seis tubos lanzatorpedos en dos montajes triples en vez de los dos o cuatro tubos de modelos anteriores. Los buques de las clases 'V' y 'W', fue el estándar de los destructores construidos en la década de 1920.

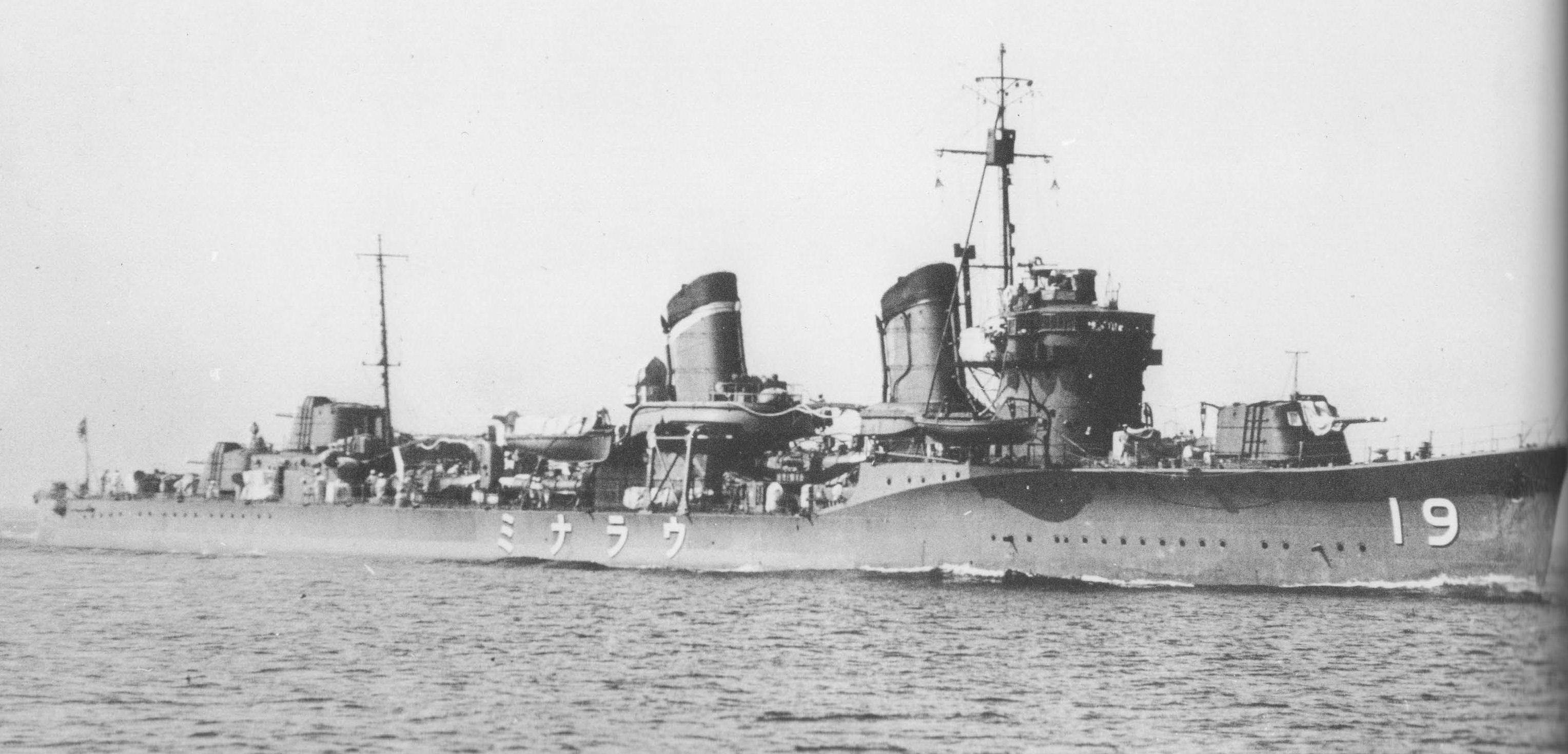
Destructor de clase Fubuki, Uranami

La siguiente gran innovación, vino por parte de la clase Fubuki o 'tipo especial', diseñada en 1923 y desplegada en 1928. El diseño, estaba equipado inicialmente por un poderoso armamento de seis piezas de 127 mm, y tres montajes triples de tubos lanzatorpedos. La segunda hornada de buques de esta clases, estaba dotada de cañones montados en torretas de gran ángulo que permitían su empleo como artillería antiaérea y los nuevos torpedos de largo alcance propulsados por oxígeno comprimido de 609 mm del tipo 93. La posterior clase Hatsuharu de 1931 mejoró su armamento torpedero, almacenando sus recargas cerca de la superestructura, permitiendo con ello la recarga en 15 minutos.
Otras naciones, replicaron con buques similares. Los Estados Unidos, adoptaron la clase Porter con cañones gemelos de 127 mm, y las posteriores clases Mahan y Gridley, la última de 1934, que incrementaban el número de tubos lanzatorpedos a 12 y 16 respectivamente.

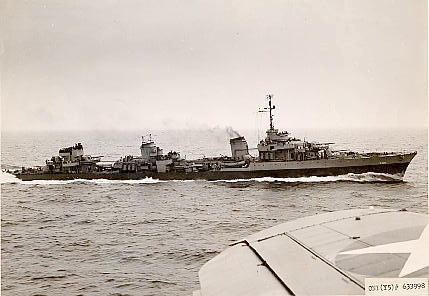
Destructor francés Le Fantasque, el destructor más rápido construido.

En el mediterráneo, la armada italiana construía los veloces cruceros ligeros de la clase Condottieri, lo que incitó a los franceses a construir diseños de destructores excepcionales como su clase Chacal de 1922, con un desplazamiento por encima de 2000 toneladas y con cañones de 130 mm; Tres clases similares, fueron fabricadas en torno a 1930. La clase Le Fantasque de 1935 con cinco cañones de 140 mm y nueve tubos lanzatorpedos, podía alcanzar la velocidad de 45 nudos (83,4 km/h). Los destructores italianos de la década de 1930, alcanzaban los 38 nudos (70 km/h), y portaban torpedos y entre 4 y 6 piezas de 120 mm.
Alemania comenzó a construir destructores durante la década de 1930, como parte del programa de rearme de Hitler. Los alemanes, también preferían los destructores de gran tamaño, aunque inicialmente montaban en sus destructores armas de los mismos tamaños que en buques menores, como en el Tipo 1934, que con un desplazamiento por encima de 3000 toneladas, estaban armados con 5 cañones de 127 mm, al igual que otros buques de menor desplazamiento. Esto cambió con la llegada del Tipo 1936 y siguientes, que montaban cañones pesados de 150 mm. Los destructores alemanes, también usaban la innovadora tecnología de la maquinaria de vapor de alta presión: aunque esto mejoró su eficacia, también tuvo como resultado problemas mecánicos.
Una vez que el rearme de alemanes y japoneses fue claro, las armadas británica y estadounidense, focalizaron su construcción naval en la construcción de destructores, que eran más pequeños, pero más numerosos que los usados por las otras naciones. Los británicos, construyeron una serie de destructores (desde la clase A (1930), a la clase I) con un desplazamiento en torno a las 1400 toneladas, cuatro cañones de 120 mm y ocho tubos lanzatorpedos; la clase Benson estadounidense de 1938, con un tamaño similar, portaba cinco cañones de 127 mm, y diez tubos lanzatorpedos. Conscientes de la necesidad de portar armamento de mayor tamaño, los británicos comenzaron la producción de la clase Tribal de 1936 (en ocasiones llamada Afridi por uno de sus dos primeros buques). Estos buques, desplazaban 1850 t, y estaban armados con ocho cañones de 120 mm en cuatro torretas dobles. Tras el cual, se fabricó la clase J y la clase L, con seis cañones de 120 mm en seis torretas dobles y ocho tubos lanzatorpedos.
Los sensores antisubmarinos, incluían el sonar (o ASDIC), aunque su entrenamiento fuera indiferente. Las armas antisubmarinas, habían cambiado poco, y aquellas en las que se había reconocido una necesidad de mejora en la Primera Guerra Mundial, no habían realizado ningún progreso.

### Operaciones del periodo de entreguerras
Durante las décadas de 1920 y 1930, los destructores, fueron empleados cuando surgían tareas diplomáticas, o en desastres humanitarios. Los destructores británicos o estadounidenses, eran fáciles de ver en las costas y ríos de China apoyando sus intereses colonialistas

## Segunda Guerra Mundial

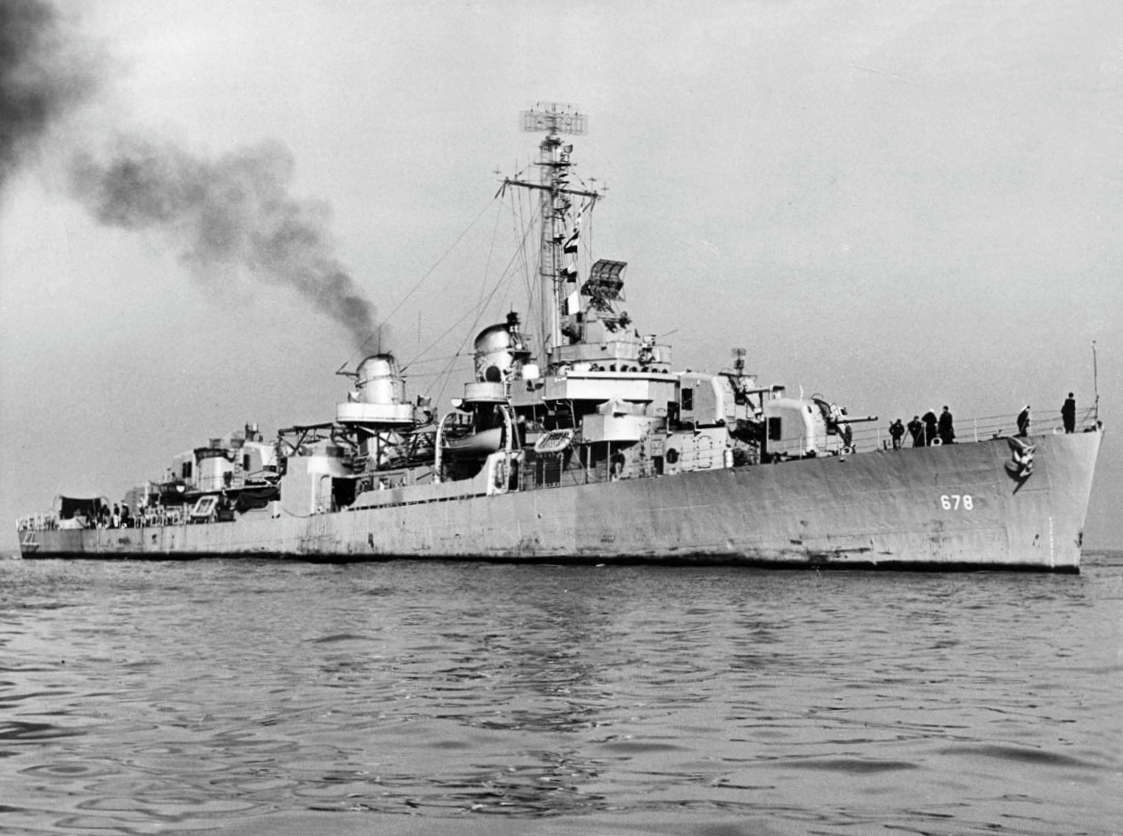
USS McGowan, un destructor de la clase Fletcher durante la Segunda Guerra Mundial

Al comenzar la Segunda Guerra Mundial, las amenazas se habían vuelto a desarrollar. Los submarinos eran más efectivos y los aviones podían transportar armamento que los convertían en una importante amenaza para las unidades navales; Una vez más, los destructores estaban mal equipados para combatir a sus objetivos, por lo cual fueron incorporando armamento antiaéreo, radar y armamento ASW adicionales a sus cañones ligeros, cargas de profundidad y torpedos. En esa época, los destructores ya se habían convertido en grandes y caros buques multipropósito. Debido a las bajas en acción de destructores, aparecieron nuevos tipos de buques especializados en la lucha antisubmarina llamados corbetas, balandras y fragatas por la Marina Real británica y destructores de escolta por la Armada de los Estados Unidos. Un programa similar se inició en Japón (ver Clase Matsu). Estos buques tenían un desplazamiento más similar al de los primeros destructores, que al de los destructores de su época.

## Posguerra

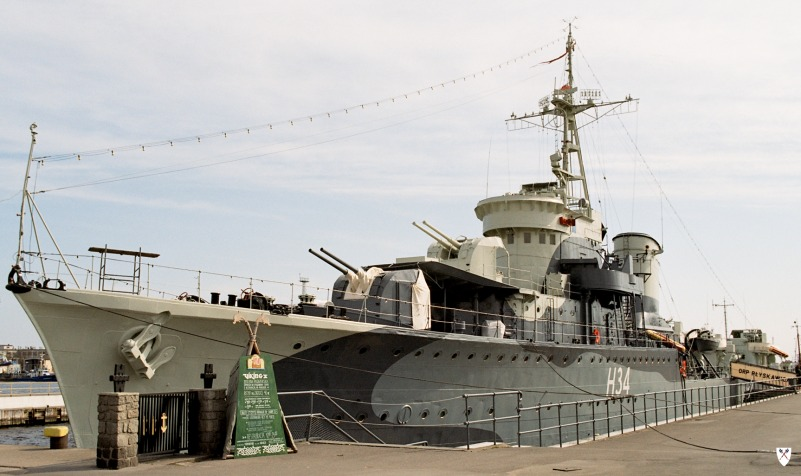
Destructor ORP Błyskawica de la Armada de Polonia, preservado como buque museo en Gdynia.

Varios destructores convencionales fueron completados a finales de la década de 1940 y durante la de 1950 basándose en las experiencias de la contienda finalizada. Estos buques eran significativamente más grandes que los de la época de la guerra y estaban dotados de cañones principales completamente automatizados, radar, sonar y nuevas armas antisubmarinas como el mortero Squid. Algunos ejemplos incluirían la clase Daring de 1949 británica, la clase Forrest Sherman estadounidense y la clase Kotlin, o proyecto 56 soviética, con desplazamientos de entre 2500 y 4000 toneladas.
Algunos buques antiguos de la Segunda Guerra Mundial fueron modernizados para la guerra antisubmarina, extendiendo de este modo sus historiales de servicio, para evitar de este modo la construcción de nuevos, y caros, buques. Un ejemplos sería el programa FRAM I estadounidense, y las fragatas del Tipo 15 británicas, convertidas de destructores de flota.
La aparición de los misiles superficie-aire y de los misiles superficie-superficie, como el Exocet, a comienzos de la década de 1960, cambió la guerra naval. Los Destructores lanzamisiles guiados (DDG en la Armada de los Estados Unidos) fueron desarrollados para portar estas armas y para defender a la flota de las amenazas aéreas, submarinas y de superficie. Entre otros, encontraríamos a la clase Kashin-class soviética, la británica clase County, y la estadounidense clase Charles F. Adams, con desplazamientos de entre 4000 y 6000 t.

## Destructores modernos

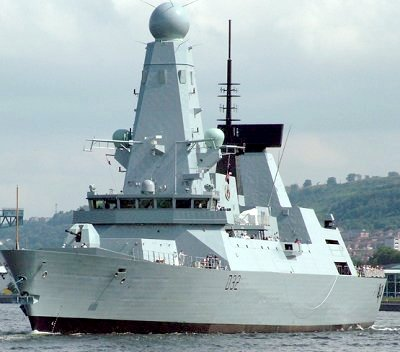
HMS Daring, un destructor antiaéreo de clase Daring de 2009 o Tipo 45 de la Marina Real británica.

En la Armada de los Estados Unidos, los destructores operan como apoyo a los grupos de combate encabezados por los portaaviones, grupos de acción de superficie, grupos anfibios y grupos de reabastecimiento. Los destructores usados actualmente por la US Navy pertenecen a la clase Arleigh Burke.
La relativamente reciente aparición de misiles de crucero ha expandido notablemente el rol de los destructores, añadiéndoles tareas de apoyo a tierra. Debido al encarecimiento de los buques de combate de mayor porte, los destructores han debido seguir creciendo, así como ejemplo, un moderno destructor de clase Arleigh Burke tiene el mismo desplazamiento que un crucero ligero de la Segunda Guerra Mundial.
La Marina Real británica opera en la actualidad 5 buques de la clase Type 45 (Clase Daring), con un desplazamiento cercano a las 7200 t, equipados con la variante británica del Sistema Principal de Misiles Antiaéreo (PAAMS) y con el radar SAMPSON de BAE Systems. Los buques, están siendo ensamblados en Scotstoun, por BAE Systems Surface Ships. El HMS Daring,el primero de su clase, entró en servicio el 23 de julio de 2009.

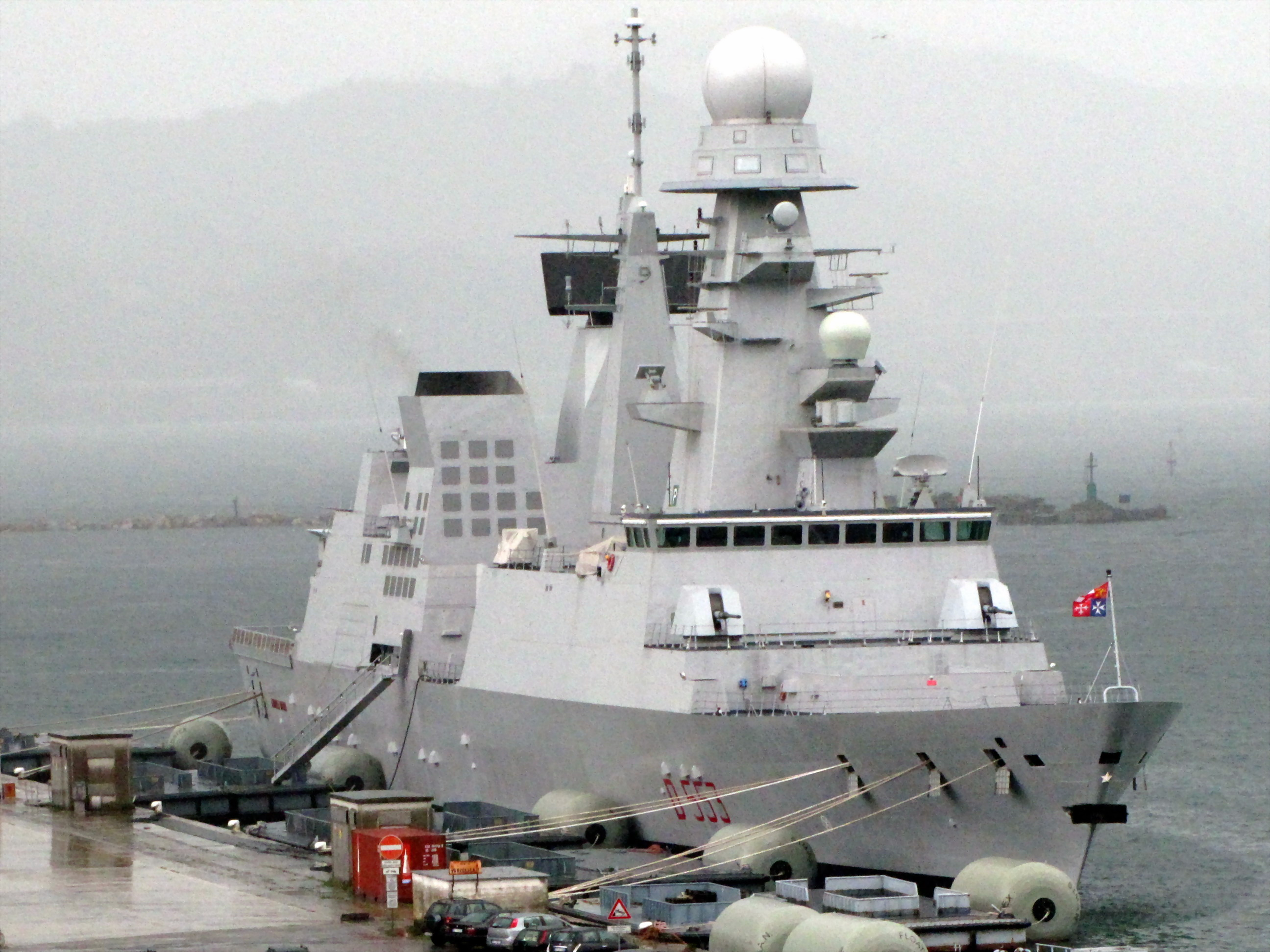
Andrea Doria, un destructor de clase Horizon de la Marina Militare Italiana.

La Armada Española, aunque tiene una larga tradición en el uso de destructores, no cuenta actualmente con buques con esa denominación, probablemente por una cuestión de opinión pública. Sin embargo las fragatas de la clase Álvaro de Bazán, que desplazan en el entorno de las 6000 toneladas y tienen un poder ofensivo equivalente al de un destructor, son considerados como tales dentro de los escenarios de combate y maniobras de la OTAN, tanto por su poder ofensivo como por su capacidad de reacción. La Clase Hobart de la Armada Real Australiana posee tres buques con un diseño basado en la quinta fragata de esta clase, la Cristóbal Colón, con un desplazamiento ligeramente inferior a esta. Esta clase Hobart, de diseño similar y fabricada en los mismos astilleros que la clase Álvaro de Bazán, está catalogada por su armada como destructores.
La Marina Militare italiana, tiene en servicio actualmente 2 unidades de la clase Durand de la Penne y dos de Clase Horizon, También la Armada Francesa, posee dos buques de esta misma clase.

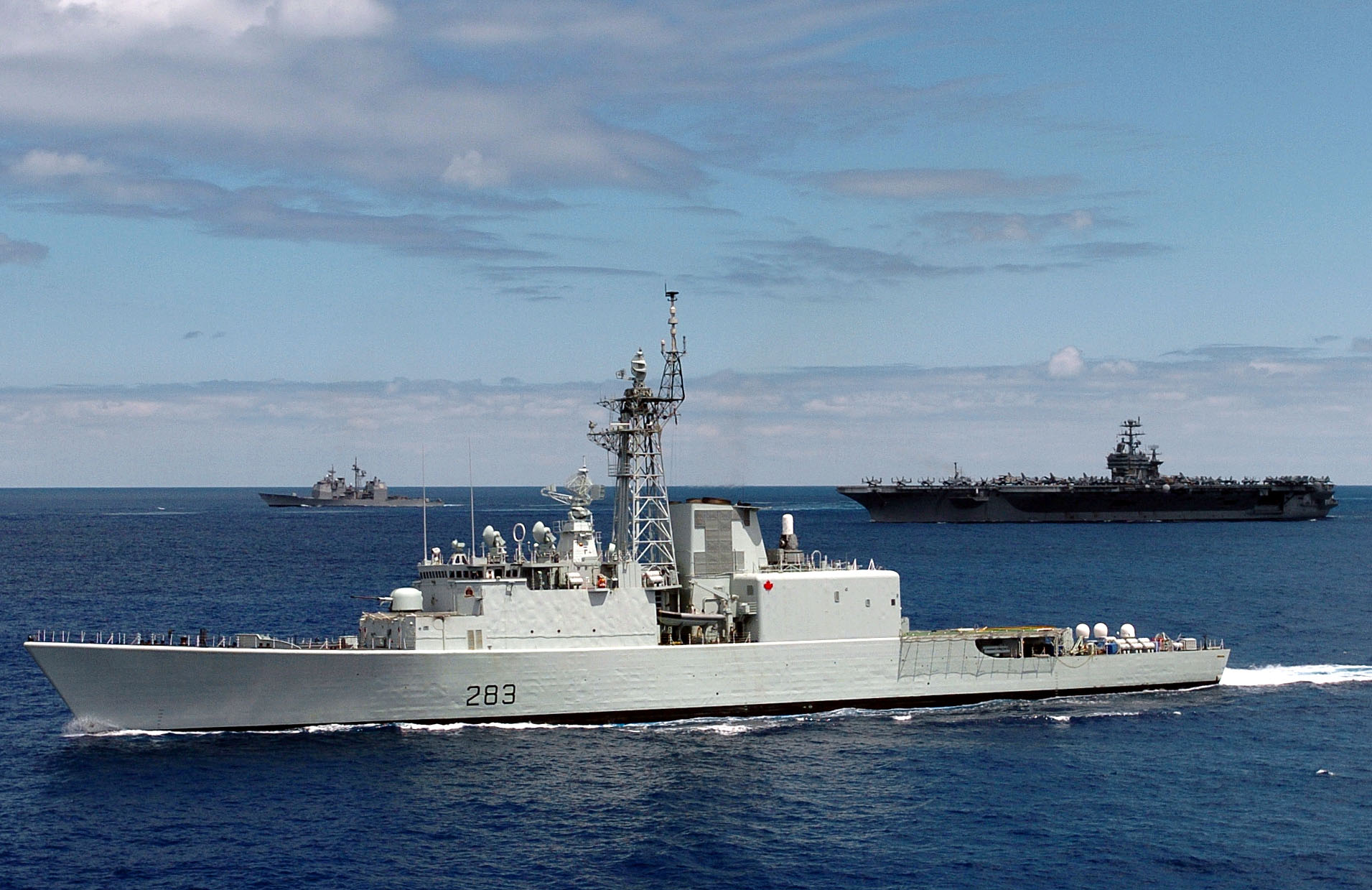
HMCS Algonquin, un destructor canadiense de clase Iroquois

La Armada de Canadá actualmente opera los destructores de la clase compuesta por cuatro buques Iroquois, botados en la década de 1970, Los Iroquois fueron los primeros buques canadienses militares propulsados íntegramente por turbinas de gas, con dos turbinas para velocidad de crucero y otras dos para alta velocidad (COGOG), que le permiten alcanzar los 29 nudos (54 km/h) y capaz de portar 4 helicópteros. Anteriormente, la armada soviética usó la propulsión todo gas con sus destructores de clase Kashin en la década de 1960, pero los Iroquois fueron los primeros construidos con este sistema en América. El diseño de la clase Iroquois, inspiró el diseño del posterior diseño de la Armada de los Estados Unidos, la clase Spruance. Estaban originalmente equipados para la lucha antisubmarina, pero la clase, fue modernizada con el programa TRUMP, en la década de 1990. Esta modernización, los convirtió en destructores de defensa antiaérea.

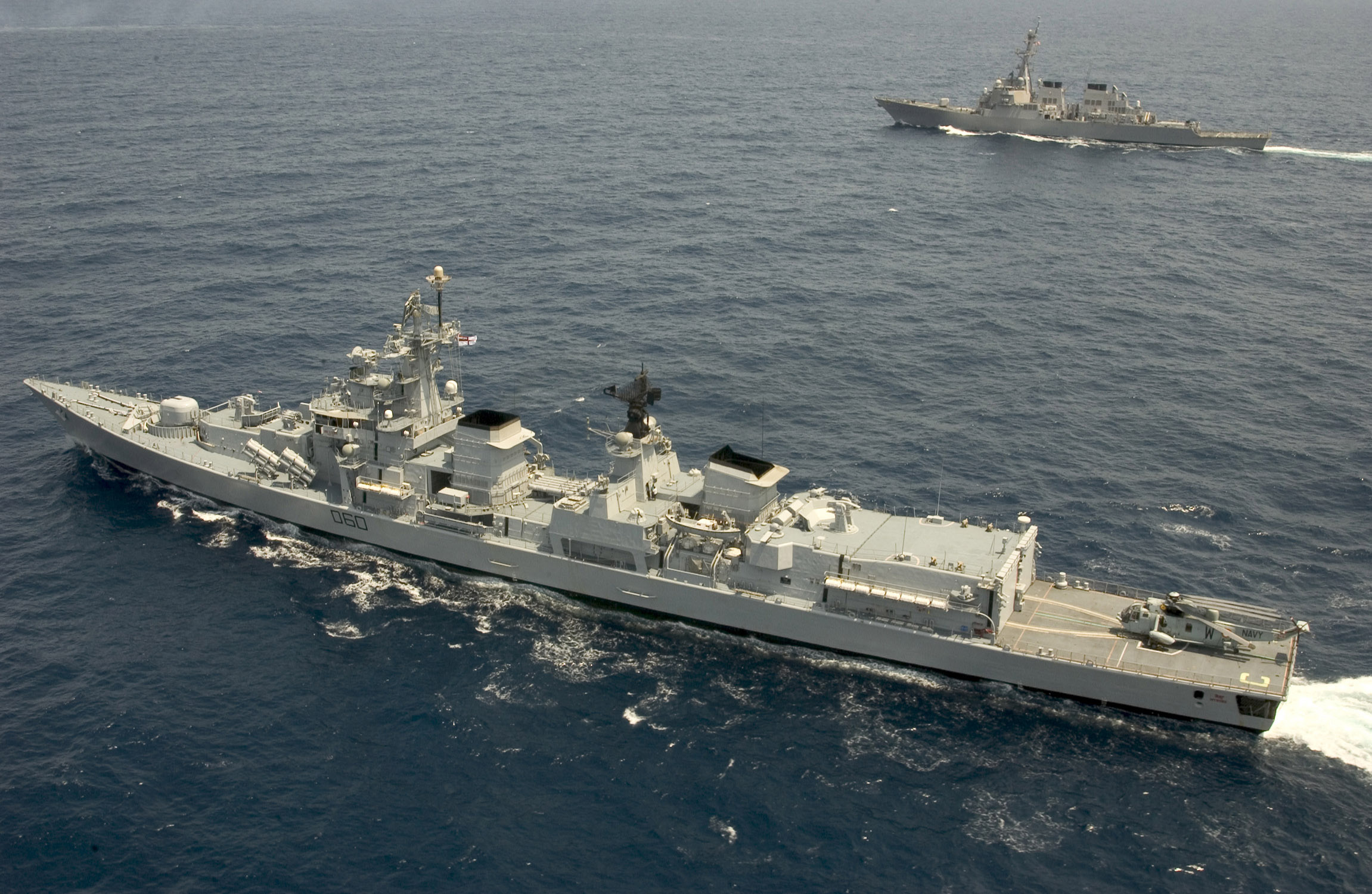
el destructor INS Mysore D60, de la Armada de la India durante unos ejercicios con la US Navy.

La Armada de la India opera tres destructores de la clase Delhi. Estos buques están equipados con misiles Kh-35, los cuales tienen un alcance de 130 km, en su papel antibuque. Estos misiles serán reemplazados por misiles de crucero Brahmos. El sistema Shtil (AKA SA-N-7 Gadfly) está instalado como medida antiaérea, y el sistema Barak de defensa de punto está instalado en el Delhi y podría ser instalado en los otros dos buques de la clase. Estos destructores, también portan cohetes antisubmarinos RBU-6000 y están provistos de cinco tubos lanzatorpedos de 533 mm para torpedoe Tipo 53-65. Los clase Delhi, se verán aumentados con los nuevos destructores de la clase Kolkata, cuyo primer buque, fue botado el 30 de marzo de 2006

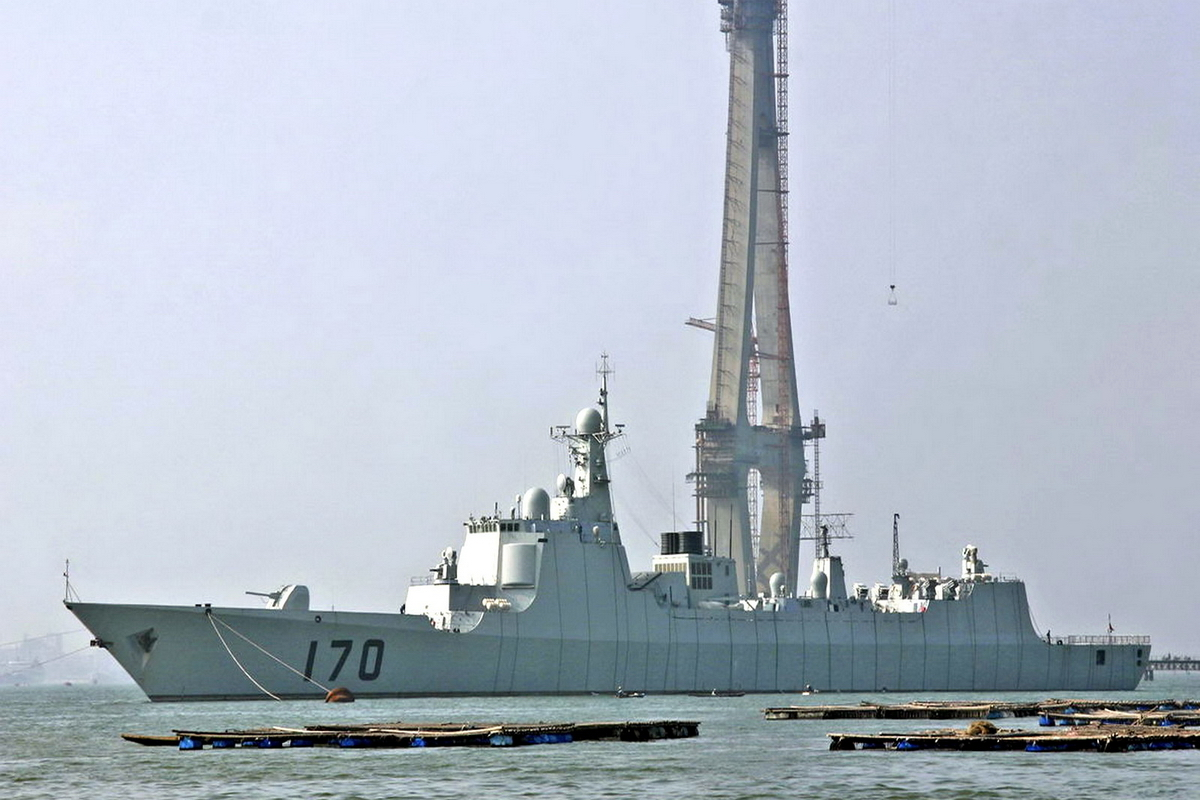
Destructor del Tipo 052C of de la Armada del Ejército de Liberación Popular

La Armada del Ejército de Liberación Popular (República Popular China) puso en servicio un nuevo destructor adicionalmente a los cuatro clase Sovremenny. Se botaron tres nuevas clases desde 2003, conocidas como Luyang, Luyang II y Luzhou. Los dos últimos están equipados con misiles de defensa aérea de largo alcance HQ-9 de fabricación local, y S-300 de fabricación rusa. Se especula que una vez que se han realizado, uno de los dos últimos será elegido para su fabricación en serie como destructor de defensa aérea avanzado.
La Armada Rusa y la Armada del Ejército de Liberación Popular de la República Popular de China operan destructores de la clase Sovremenny, una clase de grandes destructores lanzamisiles multitarea. Están equipados por calderas de alta presión que les permiten superar los 30 nudos. Su armamento, consiste en 8 misiles antibuque SS-N-22 Sunburn, lanzadores para misiles antiaéreo SA-N-7 Gadfly y dos montajes gemelos AK-130 de 130 mm que pueden disparar proyectiles guiados por láser. También portan tubos lanzatorpedos de 533 mm y lanzacohetes RBU-6000 para su uso contra submarinos, Su misión principal es el ataque contra buques de superficie. Sus misiles antiaéreos pueden ser disparados contra unidades de superficie, y tanto los cañones de 130 mm como los torpedos pueden ser utilizados contra buques a corto alcance.

## El futuro del destructor
Al final de la Guerra Fría, se estaba construyendo una nueva generación de barcos de combate con capacidad para transportar misiles "Superficie-superficie" y atacar a otros barcos enemigos, y misiles "Superficie-aire", para defender la escuadra naval de ataques aéreos con aviones enemigos, y desde el inicio de su diseño, equipados con nuevos sistemas de lanzamiento de misiles en forma vertical.
Tienen capacidad de transportar varios tipos de misiles, ocultos bajo la cubierta de la nave en sistemas de lanzamiento automático, también pueden interceptar el ataque de misiles navales enemigos, lanzados desde otros barcos de guerra, desde la costa y desde aviones bombarderos; recientemente, se están probando nuevos sistemas de misiles, para interceptar misiles ICBM de medio alcance desde el mar y poder interceptar satélites enemigos, en los barcos
Clase Arleigh Burke, Clase Ticonderoga, Clase Álvaro de Bazán, Clase Fridtjof Nansen, Clase Kírov (1980).
La nueva generación de barcos de guerra se podrá diferenciar por su perfil facetado, diseños con ángulos rectos, sistemas de interferencia de radar y pintura especial para absorber señales de radar. Las armas estarán ocultas dentro del casco de la nave y los misiles serán lanzados en forma vertical.
El último destructor de la clase Spruance en servicio, el USS Cushing, fue dado de baja el 21 de septiembre de 2005. La clase Zumwalt estaba planeada para sustituirlos; el 1 de noviembre de 2001, la US Navy anunció la revisión de una petición de oferta revisada para el programa del futuro buque de combate de superficie (Future Surface Combatant Program). Anteriormente conocido como DD 21, el programa, pasó a llamarse DD(X) para reflejar más concretamente el propósito del programa, que es producir una familia de buques de combate de superficie tecnológicamente avanzada, y no solo una clase de buque.
Los DD(X), también llamados clase Zumwalt, son mucho mayores que los destructores tradicionales, llegando a tener un desplazamiento de 12 000 toneladas, cerca de 3000 toneladas más que un crucero de clase Ticonderoga (c.12 500 toneladas, más que los cruceros pesados de la época de la Segunda Guerra Mundial). Potencialmente, empleará un armamento avanzado, y un sistema de potencia integrado totalmente eléctrico; Sin embargo, el programa, fue reducido a únicamente dos buques, y actualmente, solo hay fondos para tres buques. Con el retiro total de la clase Spruance, la Armada de los Estados Unidos, comenzó a asignar variantes avanzadas de la clase Arleigh Burke con sus capacidades ASW expandidas, los Arleigh Burke Flight IIA, comenzaron a producirse con el USS Oscar Austin. En 2006, 22 de estos buques estaban en servicio, con otros siete más en construcción.